# Bitwa pod Mudki
Bitwa pod Mudki – starcie zbrojne, które miało miejsce 18 grudnia 1845, pomiędzy Wielką Brytanią i Sikhami. Sikhowie zaatakowali brytyjską kolonię w Indiach, ale zostali pokonani.